# Samaniego (Kolumbia)
Samaniego – miasto w Kolumbii, w departamencie Nariño.